# Велика дружба
«Велика дружба» (рос. Великая дружба) — опера на 4 дії В. Мураделі на лібрето Г. Мдівані (початкова назва «Надзвичайний комісар»). Поставлена в 1947 році у низці театрів Радянського Союзу, але після прем'єри у Большому театрі 7 листопада 1947 року була знята з репертуару й засуджена, як твір, що нібито спотворює ідею дружби народів і є формалістичним по музиці. Це звинувачення лягло в основу Постанови ЦК ВКПб від 10 лютого 1948 року, яка торкнулася також і творчості інших радянських композиторів. У 1958 році обвинувачення формально було скасовано Постановою 1958 року
У центрі подій, що відбувалися на Кавказі в 1919 року,— образ посланця В. І. Леніна — Комісара
(Орджонікідзе). Білогвардійці спонукають інгуша Муртаза вбити Комісара. У вирішальну мить, коли білогвардійський убивця стріляє в Комісара, Муртаз заслоняє його своїм тілом і падає, убитий ворожою кулею. Виконана у новій редакції по радіо в 1965 році.

## Джерело
- А. Гозенпуд. Оперный словарь. — «Музыка», 1965